# Конго на Светском првенству у атлетици на отвореном 2011.
Конго је учествовало на Светском првенству у атлетици на отвореном 2011. одржаном у Тегу од 27—4. септембра. Репрезентацију Републике Конга представљао је један атлетичар који се такмичио у трци на 100 метара.
На овом првенству представник Конга није освојио ниједну медаљу, а постигао је свој најбољи реѕултат сеѕомне.

## Резултати

### Мушкарци
| Атлетичар                | Дисциплина | Лични рекорд | Квалификације | Квалификације | Група    | Група     | Полуфинале           | Полуфинале           | Финале               | Финале     | Детаљи |
| Атлетичар                | Дисциплина | Лични рекорд | Резултат      | Место         | Резултат | Место     | Резултат             | Место                | Резултат             | Место      | Детаљи |
| ------------------------ | ---------- | ------------ | ------------- | ------------- | -------- | --------- | -------------------- | -------------------- | -------------------- | ---------- | ------ |
| Деливерт Арсене Кимбембе | 100 м      | 10,58        | 10,85         | 4 у гр. 3 кв  | 10,94    | 7 у гр. 1 | Није се квалификовао | Није се квалификовао | Није се квалификовао | 49-50 / 74 |        |

Легенда:РС = Рекорд сезоне (најбољи резултат у сезони до почетка првенства)